# John Barnes
John Charles Bryan Barnes MBE (n. 7 noiembrie 1963, Kingston, Jamaica) este un fotbalist britanic și jamaican retras din activitate, care a jucat pe post de mijlocaș sau mijlocaș lateral la echipe ca Liverpool, Watford și Newcastle. Pe plan internațional, are prezențe la națională pentru Anglia U-21⁠(d) și Anglia. După încheierea carierei, a devenit antrenor. Deseori considerat unul dintre cei mai mari fotbaliști englezi ai tuturor timpurilor, Barnes este în prezent scriitor, precum și comentator la televiziunile ESPN și SuperSport. La începutul carierei, a jucat pe postul de extremă stânga, ulterior fiind mijlocaș central. Barnes a devenit în două rânduri campion al Angliei, alături de Liverpool cu care a câștigat și de două ori FA Cup. A fost selecționat de 79 de ori la reprezentativa Angliei.
Barnes s-a născut și a crecut în Jamaica, fiind fiul unui militar din Trinidad și Tobago iar mama sa era jamaicană. S-a mutat la Londra, alături de familie, la vârsta de 12 ani. A ajuns la 17 ani la echipa Watford, în 1981, și a jucat în 296 de partide pentru această formație, marcând 85 de goluri. A debutat la echipa națională a Angliei în 1983. În 1987, a semnat un contract cu Liverpool care l-a achiziționat în schimbul sumei de 900.000 de lire sterline. În zece sezoane petrecute pe Anfield, a marcat 106 goluri în 403 meciuri. După doi ani la Newcastle United, și-a încheiat cariera la Charlton Athletic în 1999.
Ca antrenor, Barnes a ptrecut opt luni la Celtic Glasgow în perioada în care fostul său coleg de la Liverpool, Kenny Dalglish, era director sportiv. A mai antrenat ulterior naționala Jamaicăi, în 2008–09, și clubul englez Tranmere Rovers, timp de patru luni în 2009.
În 2006, într-un sondaj realizat între fanii lui Liverpool cu privire la jucătorul lor favorit din istoria clubului, Barnes s-a clasat pe locul cinci. În 2007, revista FourFourTwo l-a numit cel mai bun jucător din istoria lui Liverpool. În 2016, cititorii The Times l-au votat cel mai bun jucător englez de picior stâng din istorie.
Barnes a publicat două cărți: John Barnes: The Autobiography (1999) și The Uncomfortable Truth About Racism (2021), ambele primite cu mult entuziasm de critici. In 2022, he returned to Liverpool as an official Club Ambassador.